# Crypsis (dj)
Crypsis is de artiestennaam van de Pools-Nederlandse hardstyle-dj en producer Grzegorz Łużyński. Na ontdekt te zijn door DJ Luna, bracht hij vanaf 2009 Singles uit op het label Minus is More, gevolgd door het album Cryptology in 2012. Crypsis heeft op festivals gestaan als Hard Bass in GelreDome, In Qontrol in de RAI, Bassleader in Flanders Expo en Decibel en trad ook op in Glasgow, Dortmund, Cherrymoon en op Defqon.1 in zowel Australië als Nederland. Op Thrillogy in de Jaarbeurs in Utrecht had hij een eigen area (zaal).
Hij maakt raw hardstyle en wisselt dj-optredens af met live-acts.

## Discografie
| Uitgave                     | Alias             | Label          | Jaar |
| --------------------------- | ----------------- | -------------- | ---- |
| Statement Of Intent (album) | Crypsis           | Cloud 9 Dance  | 2009 |
| Statement I                 | Crypsis           | Minus Is More  | 2009 |
| Statement II                | Crypsis           | Minus Is More  | 2009 |
| Statement III               | Crypsis           | Minus Is More  | 2009 |
| Strike EP                   | Crypsis           | Minus Is More  | 2010 |
| Nackt EP                    | Crypsis           | Minus Is More  | 2011 |
| Movement                    | B-front & Crypsis | Fusion Records | 2012 |
| Cryptology (album)          | Crypsis           | Minus Is More  | 2012 |
| Break down low              | Crypsis           | Minus Is More  | 2013 |
| On The Loose EP             | Crypsis           | Minus Is More  | 2014 |
| Raw To The Point EP         | Crypsis           | Minus Is More  | 2015 |
| Reincarnation EP            | Crypsis           | Minus Is More  | 2016 |
| Program Hostile (album)     | Crypsis           | Minus Is More  | 2016 |